# Périgneux
Périgneux är en kommun i departementet Loire i regionen Auvergne-Rhône-Alpes i centrala Frankrike. Kommunen ligger i kantonen Saint-Just-Saint-Rambert som tillhör arrondissementet Montbrison. År 2022 hade Périgneux 1 601 invånare.

## Befolkningsutveckling
Antalet invånare i kommunen Périgneux
| Referens: INSEE |